# Monti
Monti (italià Monti) és un municipi italià, dins de la província de Sàsser. L'any 2007 tenia 2.485 habitants. Es troba a la regió de Montacuto. Limita amb els municipis d'Alà dei Sardi, Berchidda, Calangianus, Loiri Porto San Paolo, Olbia i Telti. Inclou les fraccions de Su Canale, Sos Rueddos i Chirialza.

## Administració
| Període | Identitat               | Partit        |
| ------- | ----------------------- | ------------- |
| 2005-   | Giovanni Maria Raspitzu | Llista Cívica |